# Liste der Stadtteile des Tokioter Bezirks Chiyoda
Diese Liste der Stadtteile des Tokioter Bezirks Chiyoda zählt alle heutigen Ortsteile auf dem Gebiet von Chiyoda (jap. Chiyoda-ku, engl. Chiyoda City), Präfektur Tokio (Tōkyō-to, Tokyo Metropolis) im Zentrum von Tokio auf. Aufgeführt werden nur die klar abgegrenzten Gebiete, wie sie auch für Postadressen in Japan verwendet werden.
Die meisten Stadtteile bestehen aus mehreren nummerierten Vierteln (丁目, chōme), die in der Regel mehrere Blocks umfassen. In einigen Tokioter Bezirken werden mehrere Stadtteile zu einem Gebiet (地域, chiiki) zusammengefasst. In Chiyoda werden aus historischen Gründen zwei Gebiete unterschieden: Die beiden Gebiete Kanda und Kōjimachi korrespondieren mit den beiden bis 1947 existierenden gleichnamigen Stadtbezirken der alten Stadt Tokio (Tōkyō-shi, Tokyo City), durch deren Zusammenschluss der Bezirk Chiyoda entstand. 1947 wurde den meisten Stadtteilnamen in Kanda die Bezeichnung Kanda- vorangestellt.
Die angegebenen Postleitzahlen sind die normalen, territorialen. Bestimmte Institutionen wie die Gemeindeverwaltung und manche Stockwerke von Wolkenkratzern haben eigene Postleitzahlen.
| Transkription, chōme       | Kanji          | Fläche (km²) | Einwohner (Juli 2021) | Gebiet/früherer Bezirk | Postleitzahl (2021)                                 |
| -------------------------- | -------------- | ------------ | --------------------- | ---------------------- | --------------------------------------------------- |
| Marunouchi 1–3             | 丸の内         | 0,65         | 25                    | Kōjimachi              | 100-0005                                            |
| Ōtemachi 1–2               | 大手町         | 0,48         | 11                    | Kōjimachi              | 100-0004                                            |
| Uchisaiwaichō 1–2          | 内幸町         | 0,17         | 1                     | Kōjimachi              | 100-0011                                            |
| Yūrakuchō 1–2              | 有楽町         | 0,18         | 13                    | Kōjimachi              | 100-0006                                            |
| Kasumigaseki 1–3           | 霞が関         | 0,48         | 5                     | Kōjimachi              | 100-0013                                            |
| Nagatachō 1–2              | 永田町         | 0,68         | 586                   | Kōjimachi              | 100-0014                                            |
| Hayabusachō                | 隼町           | 0,12         | 413                   | Kōjimachi              | 102-0092                                            |
| Hirakawachō 1–2            | 平河町         | 0,16         | 1078                  | Kōjimachi              | 102-0093                                            |
| Kōjimachi 1–6              | 麹町           | 0,33         | 2664                  | Kōjimachi              | 102-0083                                            |
| Kioichō                    | 紀尾井町       | 0,30         | 549                   | Kōjimachi              | 102-0094                                            |
| Ichibanchō                 | 一番町         | 0,23         | 4105                  | Kōjimachi              | 102-0082                                            |
| Nibanchō                   | 二番町         | 0,12         | 1788                  | Kōjimachi              | 102-0084                                            |
| Sanbanchō                  | 三番町         | 0,21         | 3682                  | Kōjimachi              | 102-0075                                            |
| Yonbanchō                  | 四番町         | 0,10         | 2627                  | Kōjimachi              | 102-0081                                            |
| Gobanchō                   | 五番町         | 0,09         | 998                   | Kōjimachi              | 102-0076                                            |
| Rokubanchō                 | 六番町         | 0,12         | 1762                  | Kōjimachi              | 102-0085                                            |
| Kōkyo-gaien                | 皇居外苑       | 0,47         | 0                     | Kōjimachi              | 100-0002                                            |
| Hibiya-kōen                | 日比谷公園     | 0,20         | 0                     | Kōjimachi              | 100-0012                                            |
| Chiyoda                    | 千代田         | 1,42         | 126                   | Kōjimachi              | 100-0001                                            |
| Kitanomaru-kōen            | 北の丸公園     | 0,42         | 675                   | Kōjimachi              | 102-0091                                            |
| Kudan-Minami 1–4           | 九段南         | 0,24         | 3045                  | Kōjimachi              | 102-0074                                            |
| Kudan-Kita 1–4             | 九段北         | 0,36         | 2088                  | Kōjimachi              | 102-0073                                            |
| Fujimi 1–2                 | 富士見         | 0,36         | 4412                  | Kōjimachi              | 102-0071                                            |
| Iidabashi 1–4              | 飯田橋         | 0,27         | 2978                  | Kōjimachi              | 102-0072                                            |
| Hitotsubashi 1–2           | 一ツ橋         | 0,14         | 49                    | Kōjimachi Kanda        | 100-0003 (Hitotsubashi 1) 101-0003 (Hitotsubashi 2) |
| Kanda-Jimbōchō 1–3         | 神田神保町     | 0,33         | 3238                  | Kanda                  | 101-0051                                            |
| Kanda-Misakichō 1–3        | 神田三崎町     | 0,19         | 959                   | Kanda                  | 101-0061                                            |
| Nishi-Kanda 1–3            | 西神田         | 0,11         | 1178                  | Kanda                  | 101-0065                                            |
| Kanda-Sarugakuchō 1–2      | 神田猿楽町     | 0,09         | 1152                  | Kanda                  | 101-0064                                            |
| Kanda-Surugadai 1–4        | 神田駿河台     | 0,34         | 838                   | Kanda                  | 101-0062                                            |
| Kanda-Nishikichō 1–3       | 神田錦町       | 0,23         | 1265                  | Kanda                  | 101-0054                                            |
| Kanda-Ogawamachi 1–3       | 神田小川町     | 0,14         | 1230                  | Kanda                  | 101-0052                                            |
| Kanda-Mitoshirochō         | 神田美土代町   | 0,03         | 131                   | Kanda                  | 101-0053                                            |
| Uchi-Kanda 1–3             | 内神田         | 0,23         | 1653                  | Kanda                  | 101-0047                                            |
| Kanda-Tsukasamachi 2       | 神田司町       | 0,06         | 502                   | Kanda                  | 101-0048                                            |
| Kanda-Tachō 2              | 神田多町       | 0,03         | 945                   | Kanda                  | 101-0046                                            |
| Kanda-Awajichō 1–2         | 神田淡路町     | 0,09         | 1198                  | Kanda                  | 101-0063                                            |
| Kanda-Sudachō 1–2          | 神田須田町     | 0,18         | 1684                  | Kanda                  | 101-0041                                            |
| Soto-Kanda 1–6             | 外神田         | 0,42         | 3983                  | Kanda                  | 101-0021                                            |
| Kajichō 1–2                | 鍛冶町         | 0,13         | 355                   | Kanda                  | 101-0044                                            |
| Kanda-Kajichō 3            | 神田鍛冶町     | 0,02         | 99                    | Kanda                  | 101-0045                                            |
| Kanda-Kon’yachō            | 神田紺屋町     | 0,02         | 160                   | Kanda                  | 101-0035                                            |
| Kanda-Kitanorimonochō      | 神田北乗物町   | 0,01         | 60                    | Kanda                  | 101-0036                                            |
| Kanda-Tomiyamachō          | 神田富山町     | 0,02         | 146                   | Kanda                  | 101-0043                                            |
| Kanda-Mikurachō            | 神田美倉町     | 0,01         | 53                    | Kanda                  | 101-0038                                            |
| Iwamotochō 1–3             | 岩本町         | 0,21         | 3732                  | Kanda                  | 101-0032                                            |
| Kanda-Nishifukudachō       | 神田西福田町   | 0,01         | 75                    | Kanda                  | 101-0037                                            |
| Kanda-Higashimatsushitachō | 神田東松下町   | 0,04         | 1106                  | Kanda                  | 101-0042                                            |
| Kanda-Higashikon’yachō     | 神田東紺屋町   | 0,01         | 59                    | Kanda                  | 101-0034                                            |
| Kanda-Iwamotochō           | 神田岩本町     | 0,02         | 53                    | Kanda                  | 101-0033                                            |
| Higashi-Kanda 1–3          | 東神田         | 0,16         | 3684                  | Kanda                  | 101-0031                                            |
| Kanda-Izumichō             | 神田和泉町     | 0,08         | 770                   | Kanda                  | 101-0024                                            |
| Kanda-Sakumachō 1–4        | 神田佐久間町   | 0,10         | 1626                  | Kanda                  | 101-0025                                            |
| Kanda-Hirakawachō          | 神田平河町     | 0,01         | 10                    | Kanda                  | 101-0027                                            |
| Kanda-Matsunagachō         | 神田松永町     | 0,02         | 54                    | Kanda                  | 101-0023                                            |
| Kanda-Hanaokachō           | 神田花岡町     | 0,01         | 0                     | Kanda                  | 101-0028                                            |
| Kanda-Sakumagashi          | 神田佐久間河岸 | 0,01         | 80                    | Kanda                  | 101-0026                                            |
| Kanda-Neribeichō           | 神田練塀町     | 0,03         | 361                   | Kanda                  | 101-0022                                            |
| Kanda-Aioichō              | 神田相生町     | 0,01         | 0                     | Kanda                  | 101-0029                                            |